# Оборин, Владимир Александрович
Владимир Александрович Оборин — советский хозяйственный деятель.

## Биография
Родился в 1906 году в Лысьвенском уезде Пермской губернии. Член КПСС.
Окончил Кунгурский механический техникум.
В 1927—1968 гг. — мастер закройного цеха, техник цеха, помощник начальника, старший инструктор ОГМ, заведующий сектором планирования отдела подготовки кадров, заместитель начальника производственно-планового отдела, заместитель главного инженера спецпроизводства, начальник эмальцеха, заместитель главного инженера, начальник отдела спецширпотреба,
начальник техотдела метизного производства Лысьвенского металлургического завода.
За коренное усовершенствование методов производственной работы был в составе коллектива удостоен Сталинской премии 1952 года.
Умер в 1968 году в Лысьве.

## Награды
- Орден Ленина
- Орден Трудового Красного Знамени (дважды)
- Орден Красной Звезды